# Pancorius hongkong
Pancorius hongkong är en spindelart som beskrevs av Song D., Xie L., Zhu M. 1997. Pancorius hongkong ingår i släktet Pancorius och familjen hoppspindlar. Inga underarter finns listade i Catalogue of Life.